# Toktu
Khan Toktu (bulgarisch Токту) war Herrscher über Bulgarien von 766 bis 767.
Toktu war, so der byzantinische Geschichtsschreiber Nikephoros, ebenso wie seine Vorgänger Anhänger einer Ausgleichspolitik mit dem byzantinischen Reich und Mitglied des bulgarischen Adels. Doch wie seine Vorgänger, Sabin und Telez, wurde er durch eine Rebellion vertrieben. Auf der Flucht vor seinen Gegnern wurde er mit seinen Anhängern in der Nähe der Donau ermordet.